# Droga krajowa B111 (Niemcy)
Droga krajowa nr 111 (niem. Bundesstraße 111, B 111) – niemiecka droga krajowa w Meklemburgii-Pomorzu Przednim, przebiegająca z zachodu na wschód – od węzła Gützkow na autostradzie A20 do skrzyżowania z drogą krajową B110 koło Mellenthina. Wcześniej (do 2002) kończyła się na granicy z Polską, w Ahlbecku. Droga ma długość 69 km. Pełni funkcję obwodnicy miejscowości Gützkow i Mellenthin. W planach pozostaje budowa obwodnicy Wolgast, która ominie miasto od południa. 

## Miejscowości leżące przy drodze B111
Gützkow, Jarmen, Wolgast, Mellenthin.